# پناهگاهی در میان ابرها
پناهگاهی در میان ابرها (به انگلیسی: A Shelter Among The Clouds) فیلمی به نویسندگی و کارگردانی رابرت بودینا محصول سال ۲۰۱۸ آلبانی و رومانی است.

## داستان
بسنیک چوپانی تنها و مسلمانی ازخودگذشته است که از عشقی نافرجام رنج می‌برد. او فرزند مادری کاتولیک و پدری سابقاً کمونیست است که اکنون وظیفه نگه‌داری از او را در روستایی در میان کوه‌ها در آلبانی برعهده دارد. در این منطقه، مسیحیان و مسلمانان همواره راهی برای زندگی مسالمت‌آمیز در کنار یکدیگر یافته‌اند. حتی پس از آشکار شدن این موضوع که مسجد قدیمی در گذشته یک کلیسا بوده و درواقع پیروان هر دو آیین به‌طور مشترک از آن استفاده می‌کرده‌اند، در آرامشِ زندگی روزمره آن‌ها خللی ایجاد نمی‌شود؛ البته با کمک‌های بسنیک. بااین‌حال، پس از مرگ پدر او، تغییراتی اساسی و ناخوشایند خانواده چندمذهبه بسنیک را تهدید می‌کند و چوپان اکنون مجبور است مسیر زندگی‌اش را انتخاب کند.

## جشنواره جهانی فیلم فجر
این فیلم در بخش سینمای سعادت (مسابقه بین‌الملل) سی و هفتمین جشنواره جهانی فیلم فجر حضور داشت. این جشنواره از ۲۹ فروردین تا ۶ اردیبهشت ۱۳۹۸ در شهر تهران برگزار شد.